# F/stop – Festival für Fotografie
Das f/stop – Festival für Fotografie ist ein ursprünglich vom Zentrum für Zeitgenössische Fotografie Leipzig e.V. (ZZF) veranstaltetes Festival für zeitgenössische künstlerische Fotografie und findet seit 2007 zu unterschiedlichen Themen in Leipzig statt. 2021 hat der D21 Kunstraum Leipzig die Trägerschaft des f/stop – Festival für Fotografie Leipzig übernommen und arbeitet an seiner Weiterentwicklung hin zu einem regional, national und international verstandenen Festival.

## Konzeption
Das f/stop – Festival für Fotografie Leipzig wurde im Jahr 2007 als Plattform für zeitgenössische, künstlerische Fotografie ins Leben gerufen. Seitdem gibt das Festival vielschichtigen Fragen der Gegenwart Raum und versucht, ausgehend von den Mitteln und Möglichkeiten der Fotografie, Antworten auf gesellschaftspolitische Entwicklungen zu finden. Im Rahmen von Ausstellungen und verschiedenen Programmformaten wird in jeder Festivalausgabe ein übergeordnetes Thema aus künstlerischen, kuratorischen und wissenschaftlichen Perspektiven betrachtet.
Die interdisziplinäre und internationale Ausrichtung des Festivals hat zum Ziel, Vielstimmigkeit zu fördern, Wahrnehmungsmuster aufzubrechen, unterschiedliche Zugänge zum Medium Fotografie zu schaffen und einen Umgang mit den Herausforderungen und Widersprüchlichkeiten unserer Zeit zu finden. Neben internationalen Perspektiven ist ein weiteres Anliegen die Fotoszene in Leipzig langfristig in Leipzig und über die Stadt hinaus sichtbar zu machen sowie das Thema Fotografie lokal in den öffentlichen Diskurs einzubringen. Gerade in der Zeit zwischen den einzelnen Festivalausgaben verfolgt f/stop gemeinsam mit Museen und Galerien, Kunsthochschulen sowie weiteren Kooperationspartnern in der Stadt und Region Leipzig das Ziel, die Sichtbarkeit des Mediums Fotografie zu erhöhen. Ein weiteres Anliegen besteht darin, das, was uns umgibt, aus fotografischer Perspektive wahrzunehmen, zu hinterfragen und zugänglich zu machen. Durch verschiedene Projekte, Veranstaltungen und Formate soll außerdem eine Vernetzung der Akteure der Leipziger Kunstszene im Bereich Fotografie gefördert werden.

## Hintergrund
Träger des Festivals war das Zentrum für Zeitgenössische Fotografie Leipzig e. V. (ZZF), das 2006 von Kristin Dittrich (Gründungsdirektorin) und 15 weiteren Kulturschaffenden gegründet wurde. Von 2007 bis 2010 fand f/stop unter der Leitung von Kristin Dittrich statt. Ab 2012 richteten Christin Krause und Thilo Scheffler f/stop neu aus und prägten die folgenden Festivalausgaben. 2016 und 2018 übernahmen Anne König und Jan Wenzel (Spector Books) die kuratorische Leitung, 2018 oblag außerdem Daniel Niggemann die Umsetzung des Festivals. Mit dem Wechsel zum D21 fand die 9. Ausgabe des Festivals, kuratiert von Susan Bright und Nina Strand, unter der Leitung von Stefanie Abelmann und Christian Bodach statt.
Der 2020 einberufene f/stop Beirat lädt internationale Kuratoren dazu ein, die Ausstellungen und das Rahmenprogramm des Festivals künstlerisch mitzugestalten. Er besteht aus Experten aus den Bereichen Fotografie und Bildende Kunst.

## Veranstaltungen
2009 fand innerhalb des Fotografiefestival erstmals ein Symposium zum Thema „Curating Photography – über den Umgang mit zeitgenössischer Fotografie in Kunstausstellungen“ statt. 2010 lief das Festival parallel mit den Leipziger Jazztagen. Die Veranstaltungsreihe wird von der Stadt Leipzig finanziell unterstützt.
Im Rahmen des 5. f/stop fand 2012 das Symposium „Jenseits des Faktischen: Wahrheit erzeugen!“ mit Beiträgen von Florian Ebner, Nora Sternfeld, Antje Krause-Wahl und Annegret Richter statt.
Die Veranstaltungen werden von Ausstellungskatalogen begleitet. Der Katalog des Festivals 2007 in der Gestaltung von David Voss wurde mit dem Sächsischen Staatspreis für Design in der Kategorie Kommunikationsdesign (zweiter Preis) ausgezeichnet und wurde für den Designpreis der Bundesrepublik Deutschland 2009 nominiert.

## Bisherige Veranstaltungen

### 2009
2009 versuchte das 3. Festival für Fotografie f/stop eine Antwort auf den Titel „Von hier aus, wohin?“ zu finden und setzte sich mit verschiedenen, aufeinander prallenden Realitäten, Wünschen und Sehnsüchten visuell auseinander. Die künstlerische Leitung lag 2009 bei Kristin Dittrich.

### 2010
2010 drehte sich f/stop unter dem Thema „Im Verborgenen: 5 pm–5 am“ um Bilder der menschlichen Existenz und eine durch Abend- und Nachtstunden veränderte, sensibilisierte Wahrnehmung der eigenen Umgebung und Gedanken. Kristin Dittrich kuratierte die 4. Ausgabe des Festivals.

### 2012
Unter dem Titel „The History of Now“ beschäftigte sich das 5. Festival für Fotografie f/stop mit der stetig wachsenden Bilderflut und der Notwendigkeit, die Bedingungen visueller Informationsvermittlung kritisch zu hinterfragen. 2012 kuratierten das Festival Christin Krause und Thilo Scheffler.

### 2014
f/stop 2014 widmete sich unter dem Titel „Get Lucky!“ den visuellen Erscheinungen der Leistungsgesellschaft und ihrem chronischen Zwang zum Glücklichsein. Die 6. Festivalausgabe kuratierten Christin Krause und Thilo Scheffler.

### 2016
2016 fand das 7. Festival für Fotografie f/stop unter der kuratorischen Leitung der Spector Books-Verleger Anne König und Jan Wenzel vom 25. Juni bis 3. Juli in Leipzig statt. Unter dem Titel „the end of the world as we know it, ist der Beginn einer Welt, die wir nicht kennen“ blickte f/stop zurück auf die Geschichte der Reportage und fragte, welche medialen Darstellungsformen heute geeignet sind, von einer unübersichtlich gewordenen Welt zu erzählen.
In einem historischen Exkurs wurden weltweit veröffentlichte Reportagen über Leipzig – aufgenommen von Robert Capa, Gerda Taro, Lee Miller und Margaret Bourke-White – auf Displays im Stadtraum gezeigt und so an ihren Entstehungsort (Leipziger Rathaus, „Capa-Haus“ etc.) zurückgeführt.

### 2018
Unter dem Titel „Zerrissene Gesellschaft“ untersuchte das 8. f/stop–Festival für Fotografie Leipzig die Frage, auf welche Weise die Fotografie heute ein Medium des Demokratischen und der gesellschaftlichenVermittlung sein kann. Kuratorische Leitung: Anne König und Jan Wenzel (Spector Books).

### 2021
Das Thema der 9. Ausgabe des f/stop–Festivals lautete „TRUST/vertrauen“. Es nahm thematisch Bezug auf die Covid19-Pandemie, die Black-Lives-Matter-Proteste, Fake-News und die so genannte #metoo Bewegungen, Kuratorische Leitung: Susan Bright und Nina Strand.

### 2024
Das 10. Festivals unter dem Titel »Flucht in die Öffentlichkeit« wird von Magdalena Stöger und Leon Hösl kuratiert.

## Preisträger
- 2008 Daniel Schumann
- 2009 Katerina Drzkova und Judith Stenneken
- 2010 Hauptshow Im Verborgenen – 1. Platz: Tobias Kruse; 2. Platz: Grit Hachmeister. Wettbewerb Nackt. Sehen. Erkennen. Zweifeln. – 1. Platz: Michael Jahn; 2. Platz: Maria L. Felixmüller.

## Publikationen
- Zentrum für zeitgenössische Fotografie Leipzig e. V. (Hrsg.): f/stop 1. Internationales Fotografiefestival. Leipzig: 2007. Mit Beiträgen von Kristin Dittrich, Celina Lunsford sowie einem Interview von Eugen Blume mit Timm Rautert.
- Zentrum für zeitgenössische Fotografie Leipzig e. V. (Hrsg.): 2. Internationales Fotografiefestival. Frankfurt/M.: Zweitausendeins, 2008. Mit einem Beitrag von Kristin Dittrich sowie einem Interview mit Helfried Strauß. ISBN 978-3-86150-874-8.
- Zentrum für zeitgenössische Fotografie Leipzig e. V. (Hrsg.): Von hier aus, wohin? Frankfurt/M.: Zweitausendeins, 2009. Mit Beiträgen von Elisa Braun, Kristin Dittrich sowie einem Interview mit Thomas Weski. ISBN 978-3-422-06934-3
- Zentrum für zeitgenössische Fotografie Leipzig e. V. (Hrsg.): Im Verborgenen. Heidelberg, Berlin: Kehrer, 2010. Mit Beiträgen von Kristin Dittrich, Julia Mauga, Jule Hillgärtner. ISBN 978-3-86828-186-6
- Zentrum für zeitgenössische Fotografie Leipzig e. V. (Hrsg.): The History of Now. Leipzig: Lubok, 2012. Mit Beiträgen von Stefanie Bremerich, Steffen Siegel u. a. ISBN 978-3-941601-62-8
- Regine Ehleiter, Christin Krause, Thilo Scheffler (Hrsg.): Get Lucky! Leipzig: Lubok, 2014. Mit Beiträgen von Regine Ehleiter, Beate Gütschow, Mark Fisher, Stefanie Loh & Madoka Yuki, Mario Lombardo, Carsten Tabel. ISBN 978-3-941601-93-2
- Jan Wenzel, Anne König (Hrsg.): the end of the world as we know it ist der Beginn einer Welt, die wir nicht kennen. Leipzig: Spector Books, 2016. ISBN 978-3-95905-119-4[8].
- Jan Wenzel, Anne König (ed.): Zerrissene Gesellschaft. Remontagen der Zeit. Leipzig: Spector Books, 2018. ISBN 978-3-95905-201-6.